# Хатар-Хадай
Хатар-Хадай (Хатар) — село в Баяндаевском районе Иркутской области России. Входит в муниципальное образование «Курумчинский». 

## География
Находится примерно в 31 км к юго-западу от районного центра.

## Население
| 2002 | 2010 | 2011 | 2012 |
| ---- | ---- | ---- | ---- |
| 371  | ↘309 | ↘307 | ↘306 |

По данным Всероссийской переписи, в 2010 году в селе проживало 309 человек (147 мужчин и 162 женщины).